# Melicope obovata
Melicope obovata (englischer Name: Obovate Melicope) ist eine ausgestorbene hawaiische Pflanzenart aus der Familie der Rautengewächse (Rutaceae). Sie ist nur vom Typusexemplar bekannt, das Ende des 19. Jahrhunderts entweder auf Maui oder Lānaʻi aufgesammelt wurde. Sie wurde 1944 von Harold St. John als Pelea obovata beschrieben und 1989 von Thomas Gordon Hartley und Benjamin Clemens Stone in die Gattung Melicope gestellt.

## Beschreibung
Die genaue Wuchshöhe des Laubbaumes Melicope obovata ist nicht bekannt. Die gegenständigen, schmal verkehrteiförmigen Laubblätter waren maximal 9,5 bis 10 Zentimeter lang und 4,8 bis 5,4 Zentimeter breit. Die hellen, korkartig verdickten, glatten Blattstiele (Petiolen) waren 10 bis 13 Millimeter lang.
Der zymöse Blütenstand bestand aus bis zu 25 Einzelblüten. Die Blütenstiele (Pedikel) waren drei bis sieben Millimeter lang. Die Vorblätter waren eiförmig. Die Kelchblätter waren ungefähr 1,5 Millimeter lang.
Die Früchte besaßen einen Durchmesser von 20 bis 26 Millimeter. Die äußere Schicht (Exokarp) der Früchte war grünlich oder bräunlich gefärbt. Die innere Schicht (Endokarp) war dünn, knorpelig und glatt. Die Samen waren ungefähr sechs Millimeter lang.